# Intelligence territoriale
 (janvier 2024).
L'intelligence territoriale consiste en de multiples approches dont la prise en compte systémique d'un territoire par la mise en réseau de ses acteurs pour son développement durable, l'amélioration de son attractivité humaine ou entrepreneuriale.
En pratique, cela se traduit, notamment, par des collectes de données complètes sur l'environnement, la confrontation des points de vue des acteurs locaux, la création de grappes d'entreprises, la définition d'une communication territoriale adaptée à l'ensemble du territoire. Elle consiste aussi en une meilleure compréhension du territoire, de ses enjeux, atouts et problèmes qu'ils soient sociaux, écologiques ou économiques.
L'intelligence territoriale est cependant un concept récent où les définitions peuvent varier selon que l'on est issu d'un domaine d'expertise de la géographie, de l'aménagement public, des sciences de l'information et de la communication, des sciences économiques ou de gestion.
Dans une perspective de développement économique, l'intelligence territoriale peut trouver ses origines dans les travaux d'Alfred Marshall à propos du développement du concept de district industriel.
Il semblerait qu'il y ait pas moins de sept visions différentes pour définir l'intelligence territoriale (IT):
1. l’IT en tant qu' intelligence économique pilotée au niveau d'un territoire, qui consiste à sensibiliser des entreprises aux méthodes et outils de l’intelligence économique ou IE (opération collective, cluster d'entreprises, pôles de compétitivité, etc.) et à leur fournir tous les moyens pour qu’elles mettent en place une démarche d’IE en leur sein. cf. Intelligence économique territoriale.
2. l’IT comme utilisation par un territoire (une collectivité ou un groupe de collectivités) des techniques utilisées par l'intelligence économique comme pourrait le faire une entreprise (stratégie, veille, influence,..) qui se traduit par une veille exogène et endogène, des opérations de marketing territorial, en quelque sorte une vision moderne du développement économique (ces deux premières formes ci-dessus de l'IT peuvent d'ailleurs être qualifiées d'intelligence économique territoriale);
3. l’IT en tant qu' application conjuguée au niveau d'un territoire d'actions d'intelligence économique (veille, protection informationnelle, influence et lobbying et réseautage), de gestion des connaissances (capitalisation, cartographie, partage et création de connaissances) ou d'autres telles que la prospective, l'innovation ou le marketing. Cette combinaison est proposée par des groupements d'entreprises (grappes/cluster), systèmes productifs locaux, associations et pôles de compétitivité) à leurs membres ou bien sert de stimulant à une institution associée à un territoire pour permettre aux entreprises de ce territoire d'être plus compétitives. L'IT peut alors être interprétée d'un point de vue tactique ou stratégique ou encore en termes de gestion bottom-up ou top-down.
4. l'IT comme l' adaptation d’un territoire à de nouvelles formes de management dont l'intelligence économique et le management par projet.
5. l’IT pour la conduite « intelligente d'un territoire » dans son développement par rapport à son contexte social, géographique, ses ressources et son organisation spatiale qui vient plutôt des experts en matière de gestion géographique des ressources (géographes, urbanistes,..) une vision qui se rapproche plutôt du développement économique durable.
6. l'IT vue comme un processus informationnel et anthropologique, régulier et continu, initié par des acteurs locaux physiquement présents et/ou distants qui s'approprient les ressources d'un espace en mobilisant puis en transformant l'énergie du système territorial en capacité de projet. De ce fait, l'intelligence territoriale peut être assimilée à la territorialité qui résulte du phénomène d'appropriation des ressources d'un territoire puis aux transferts des compétences entre des catégories d'acteurs locaux de culture différente.
7. l'IT à la fois comprise, d'une part, comme une démarche, des méthodes et des outils propres au monde des entreprises, que l’on « adapterait » au besoin du développement économique d’un territoire. Il serait plus précis de parler « d’intelligence économique territoriale » ; d'autre part en tant qu' un ensemble de savoirs et de compétences constitutifs d’un territoire, notion même d’intelligence collective, qui porterait l’avenir du territoire selon la démarche plus classique de développement local mais en lui apportant une culture de veille et de stratégie qui lui ont trop souvent fait défaut. »

Les acteurs économiques, entreprises et développeurs s’appuient sur des organisations économiques et sociales de proximité pour redonner un sens aigu au développement local. A l’heure actuelle, les collectivités territoriales irriguent le cœur du tissu économique national qui est composé à plus de 70 % de PME-PMI. En effet, c’est bien dans les territoires locaux que sont enracinés les savoir-faire scientifiques, techniques et d’organisation, constituant ainsi le cœur de la production locale et donc de la capacité collective à anticiper pour mieux affronter les mutations et les crises.
À partir de ce constat, des travaux sur les enjeux et perspectives sont apparus au niveau national, touchant aux métiers et formations en intelligence économique (IE) en France. Ces études sont devenues stratégiques et ont donné lieu à l’émergence de nouveaux axes de recherche en IE, tels que l’intelligence territoriale (IT) ou encore les compétences en IE. Cela a commencé par la mise en place d’initiatives régionales en faveur de l’IE à la fin des années 90. Ensuite, la première étude approfondie sur l’IT a été le Rapport Carayon publié en 2003, dont une large part a été consacrée à l’lE et au territoire, avec des propositions de mise en place de dispositifs d’IE en région. Ont été par la suite diffusés le référentiel de formations coordonné par A. Juillet (en 2005) et enfin une première ébauche de liste de métiers de l’IE commanditée également par A. Juillet (en 2006). Ces réflexions ont donné lieu à la mise en place de dispositifs régionaux d’IE (DRIE) (significativement fonctionnels depuis 2003) et des pôles de compétitivité (créés au deuxième semestre 2004 et fonctionnels depuis 2005). Enfin, la circulaire du 21 mars 2007 relative au dispositif d'intelligence économique mis en œuvre au sein des services du Ministère de l'Économie, des Finances et de l'Industrie est une des concrétisations de ces réflexions.
La région s’inscrit donc dans un rôle fédérateur de l’échelon régional tout en se coordonnant avec l’action de l’État pour favoriser le développement des échanges entre collectivités et territoires.